# Coleta (Illinois)
Coleta est un village situé au nord du comté de Whiteside, en bordure du Mississippi, dans l'Illinois, aux États-Unis,. Il est incorporé le 19 mars 1914.

## Démographie
Lors du recensement de 2010, le village comptait une population de 164 habitants. Elle est estimée, en 2016, à 159 habitants.

### Source de la traduction
- (en) Cet article est partiellement ou en totalité issu de l’article de Wikipédia en anglais intitulé « Coleta, Illinois » (voir la liste des auteurs).